# Markt Berolzheim
Markt Berolzheim è un comune tedesco di 1 362 abitanti, situato nel land della Baviera.